# Argyranthemum sventenii
Argyranthemum sventenii là một loài thực vật có hoa trong họ Cúc. Loài này được Humphries & Aldridge mô tả khoa học đầu tiên năm 1976.